# Каплунов Аркадій Львович
Аркадій Львович Каплунов (* 21 січня 1912, Глухів, Чернігівська губернія — † 22 жовтня 1943, село Ходорів, Миронівський район, Київська область) — Герой Радянського Союзу, заступник по політичній частині командира 54-ї гвардійської танкової бригади 7-го гвардійського танкового корпусу 3-ї гвардійської танкової армії Воронезького фронту, гвардії полковник.

## Біографія
Народився 21 січня 1912 року в місті Глухів Чернігівської губернії (нині — Сумської області України) в єврейській родині. Освіта неповна середня. Працював ткачем, майстром на Сумській суконної фабриці. Після закінчення вечірньої школи був заступником редактора сумської газети «Плуг і молот», а потім — секретарем комітету комсомолу в радгоспі «III Інтернаціонал».
Солдат Червоній Армії з січня 1934 року.
Брав участь у нападі радянських військ на Польщу 1939 року та радянсько-фінській війні 1939—1940 років. Учасник німецько-радянської війни з червня 1941 року. Воював на Південно-Західному і Воронезькому фронтах.
24 вересня 1943 біля села Трахтемирів Канівського району Черкаської області форсував Дніпро. Загинув 22 жовтня 1943 в районі села Ходорів (Миронівський район Київська область). Похований у Центральному парку в місті Переяслав Київської області.

## Нагороди
Указом Президії Верховної Ради СРСР від 17 листопада 1943 року за мужність і відвагу, проявлені в боях за Дніпро, гвардії полковнику Каплунову Аркадію Львовичу присвоєно звання Героя Радянського Союзу (посмертно).
Нагороджений орденом Леніна, 2 орденами Червоного Прапора, орденом Червоної Зірки, медалями.

## Пам'ять
Ім'ям Аркадія Каплунова названа вулиця в місті Переяслав.